# Bibliothèque de Carlskrona LSB
 (février 2025).
La bibliothèque de la Carlskrona LSB est une bibliothèque de Karlskrona. Il y a environ 9 000 volumes dans la collection de livres de la bibliothèque, dont 800 en français, ce qui en fait la plus ancienne de ce type conservée en Suède. Depuis 1991, la bibliothèque est située dans la Nordenskjöldska gården à Trossö à Karlskrona. La municipalité de Karlskrona a décidé de ne pas prolonger le contrat de location avec le propriétaire privé, suite au choix de l'administration de la culture et des loisirs. Il a été envisagé de trouver une nouvelle solution permanente pour l'emplacement des livres. Une manifestation a réuni plus d'un millier de personnes, avec des signatures et la création d'un nouveau site pour Carlskrona LSB. En janvier 2025, il est devenu clair que la municipalité pourrait racheter Nordenskjöldska gården. Horace Engdahl, originaire de Karlskrona, a fait part de la nouvelle en affirmant : « Cette collection unique ornera à nouveau la plus belle bibliothèque de Suède »

## La collection de livres
Karlskrona a connu une croissance positive à la fin du XVIIIe siècle, après de nombreuses années de guerre, d'incendies de la ville et d'épidémies. Certains habitants de la ville, inspirés par les Lumières, ont pris l'initiative de créer une société de lecture en 1794. Une fois l'exploitation arrêtée, la collection totale, avec environ 9 000 volumes, a été remise à l'enseignement supérieur général de Karlskrona. La lettre de donation adressée à l'établissement d'enseignement spécifiait clairement qu'ils souhaitaient que la collection soit préservée dans sa totalité et non divisée. Au fil des décennies, la collection a été disponible dans le cadre de l'établissement scolaire, avant d'être emballée dans des cartons. Au début du XXe siècle, la passion pour la collection de livres s'est renforcée et sa valeur a été reconnue. En Suède, ce type de collection est le plus ancien et offre un aperçu unique de l'histoire culturelle de Karlskrona et de la Suède.
La collection est (2021) toujours en possession de l'établissement d'enseignement, bien qu'elle soit déposée à la bibliothèque municipale de Karlskrona.

## La bibliothèque aujourd'hui
Au fil des années, la collection a été hébergée dans un lycée, qui a ensuite changé de nom pour devenir Af Chapmangymnasiet. À 1991, la collection est mise dans le Nordenskjöldska gården à Trossö à Karlskrona .Le vice-amiral Eneskiöld a érigé la ferme la même année que la société de lecture a été établie, en 1794. Il est nommé d'après les derniers propriétaires privés, avant que la ferme ne soit vendue au Musée de Blekinge. En 1991, l'architecte Åke Axelsson a conçu l'aménagement intérieur de la collection. C'est ce qui a été désigné comme l'aménagement intérieur le plus remarquable de Karlskrona depuis la rénovation de la salle de l'église de Trefaldighetskyrkan par Johan Törnström.
Le conseil scolaire de l'époque a décidé de remettre la collection au comité de la culture et des loisirs de Karlskrona cette année-là, pour la bibliothèque municipale de Karlskrona. La propriété du domaine de Nordenskjöld a été cédée à l'Église de Suède, qui a loué les locaux de la bibliothèque. La maison a été vendue à un propriétaire privé dans les années 2010, et il a continué à louer des locaux à la bibliothèque. Si un nouveau centre culturel est construit à Karlskrona, il est prévu d'y déplacer la bibliothèque.
De 1982 à 2021, Torsten Samzelius était bibliothécaire à la bibliothèque. En juin 2021, Andreas Nilsson a pris la relève, lui qui dirige également la bibliothèque de la Société royale suédoise du service naval à Karlskrona.

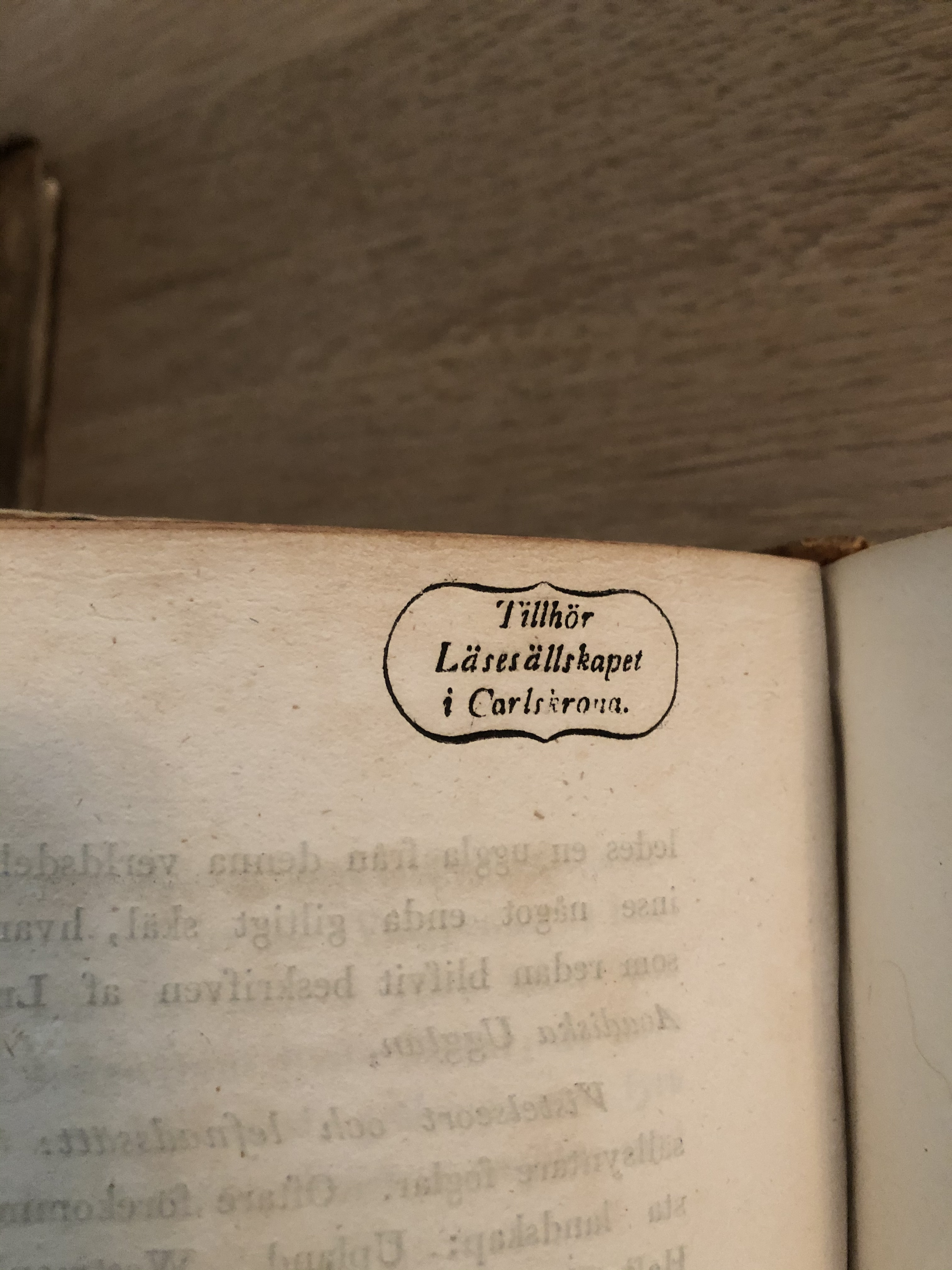
Marquage du livre dans la collection.
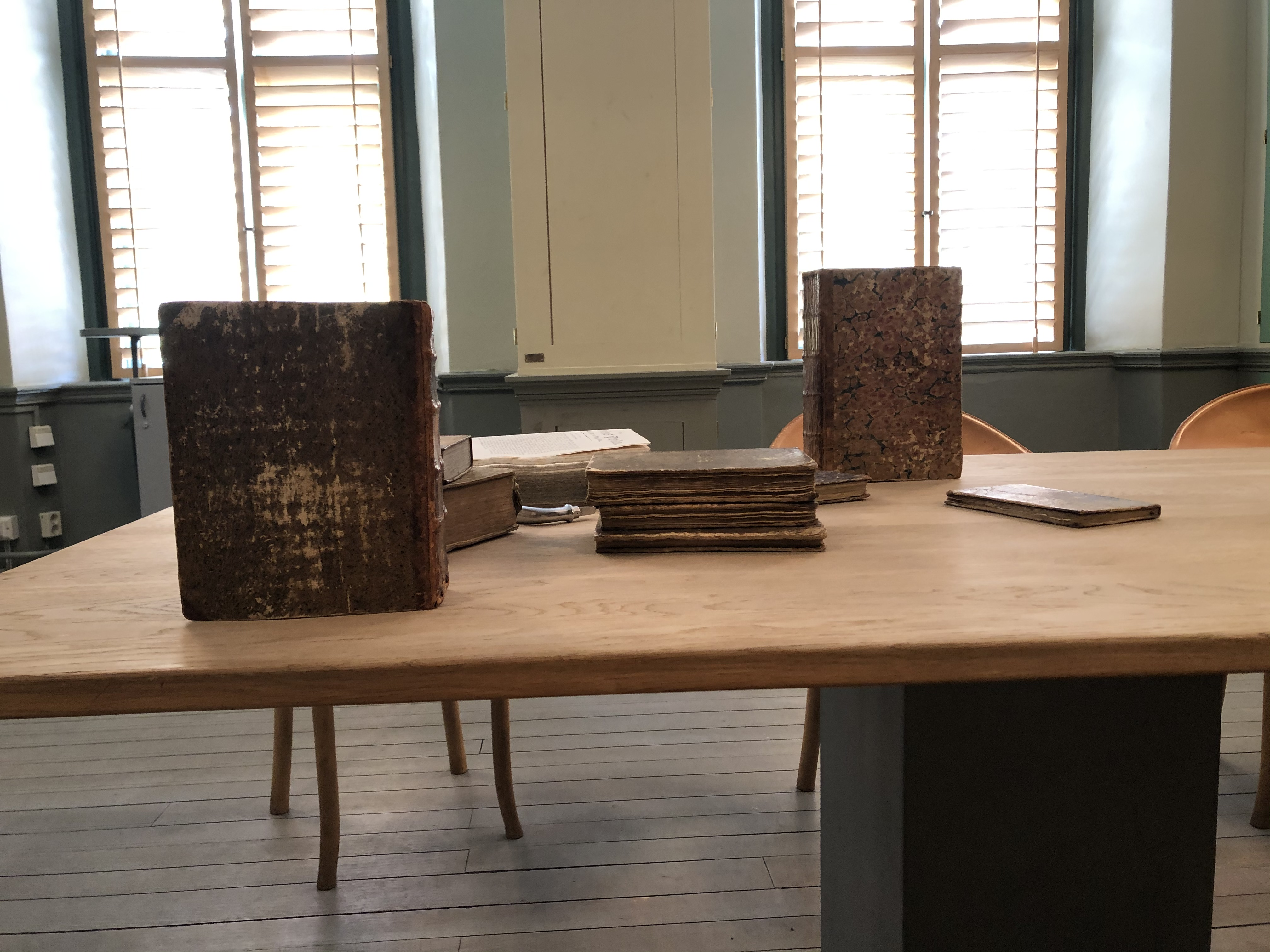
Un certain nombre de livres dans la collection.
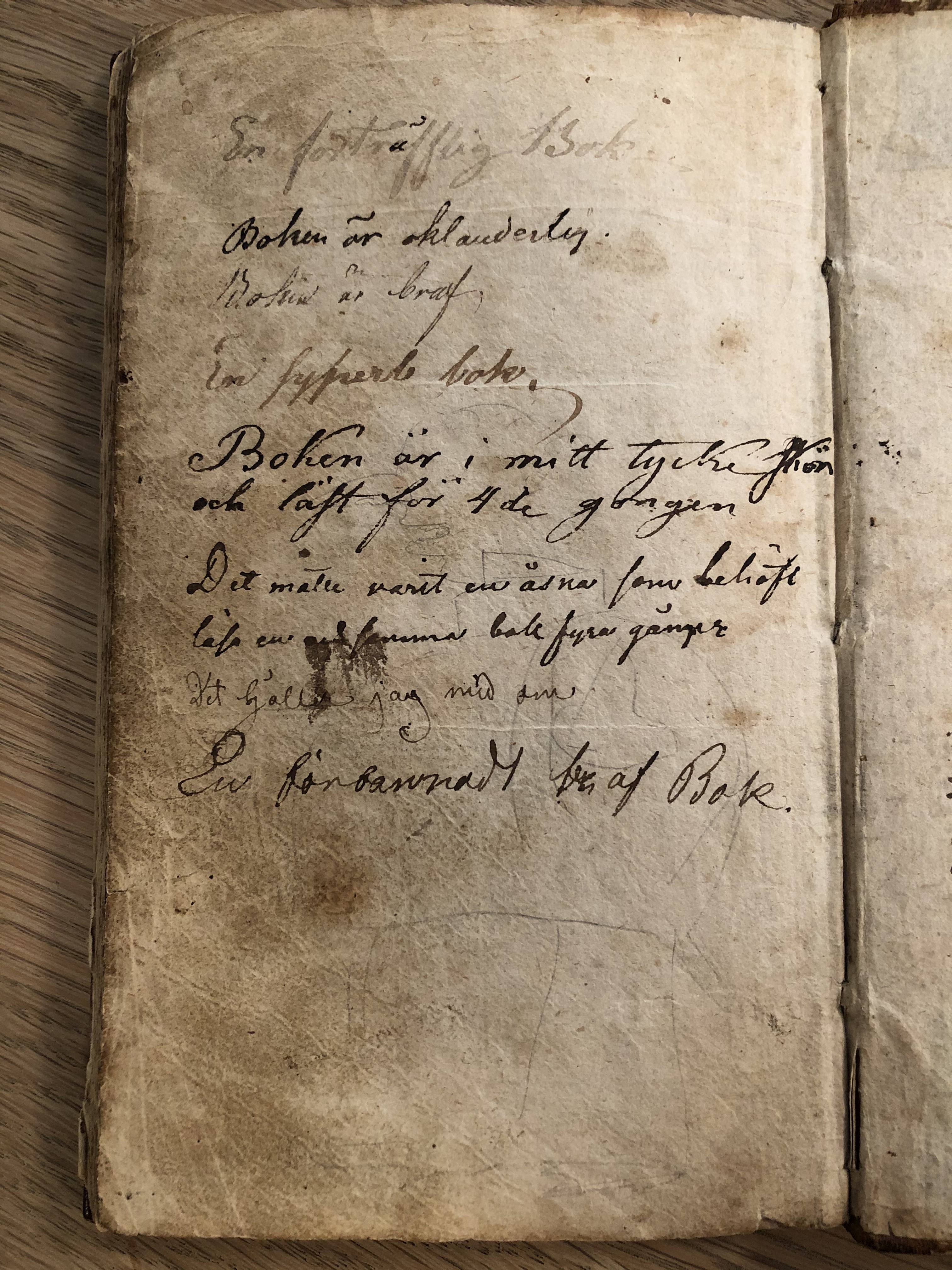
Page de livre d'un livre de la collection. Dialogue entre les lecteurs du livre.